# Polineuropatia alkoholowa
Polineuropatia alkoholowa – obwodowe uszkodzenie układu nerwowego związane z długotrwałym nadużywaniem alkoholu. 
Polineuropatia alkoholowa jest najczęstszym powikłaniem neurologicznym wieloletniej intoksykacji alkoholowej i drugą pod względem częstości polineuropatią (po cukrzycowej). Dotyka 10–30% osób przewlekle nadużywających alkoholu. Nasilenie objawów pozostaje bez związku z niedoborami witaminowymi wywołanymi przez alkoholizm, zależy natomiast od czasu trwania choroby alkoholowej. Choroba ma charakter postępujący. Początkowym objawem może być uczucie pieczenia zlokalizowane na dalszych (dystalnych, odsiebnych) częściach kończyn dolnych lub górnych. 
Inne objawy:
- anaesthesia dolorosa – połączenie zaburzeń czucia z bolesnymi parestezjami
- osłabienie odruchów głębokich oraz siły mięśniowej
- zanik mięśni oraz liczne owrzodzenia w dystalnych częściach kończyn dolnych
- neuropatia nerwu krtaniowego wstecznego powodująca charakterystyczną chrypkę

Leczenie obejmuje suplementację witaminami, szczególnie witaminą B1 oraz dietę bogatą w składniki odżywcze. W przypadku objawów bólowych podaje się niesteroidowe leki przeciwzapalne lub trójcykliczne leki przeciwdepresyjne (np. amitryptylinę). Istotną częścią leczenia jest także fizjoterapia. Proponowano też leczenie benfotiaminą.
Rokowanie jest pomyślne pod warunkiem zachowania całkowitej abstynencji.